# Мосты Йошкар-Олы
Мосты́ Йошка́р-Олы́ — перечень всех стационарных мостовых сооружений (железнодорожных, автомобильных, пешеходных) через реку Малая Кокшага на территории города Йошкар-Ола.
В Йошкар-Оле расположены девять мостов, пересекающих реку Малая Кокшага, из них четыре пешеходных (Театральный, Парковый, Воскресенский, Гоголевский), четыре автомобильных (Вараксинский, Вознесенский, Центральный и новый мост у Сосновой рощи) и один железнодорожный.
Также в пределах городской черты, в нижнем течении реки Малая Кокшага, расположена запорная плотина, выполняющая функцию пешеходного моста.

## Автомобильные мосты
Мосты отсортированы по расположению с севера на юг.

### Вараксинский мост

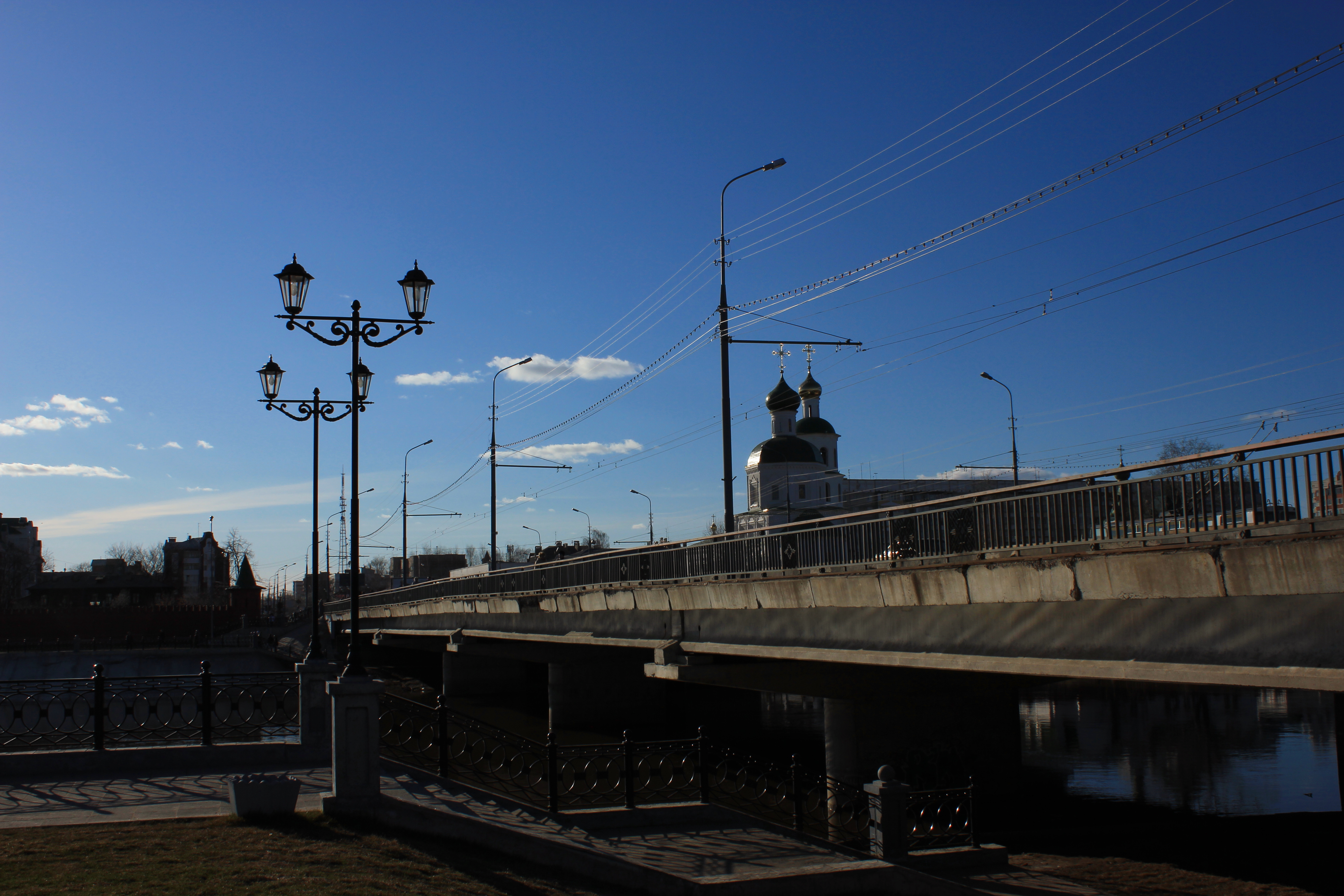
Вознесенский мост

Открыт в апреле 1976 года в створе улицы Водопроводной и является продолжением улицы из центральной в заречную часть города. Представляет собой трёхпролётную железобетонную конструкцию, опирающуюся на 2 основные опоры. Длина моста — 127 м, ширина — 13 м. Строительство велось силами Йошкар-Олинского участка мостоотряда № 41. С 12 декабря 1991 года носит название Вараксинский.

### Вознесенский мост
Строительство начато в 1986 году. Открыт в 1991 году, соединяет центральную и заречную части города (улицы Красноармейскую и Воинов-интернационалистов).

### Центральный мост

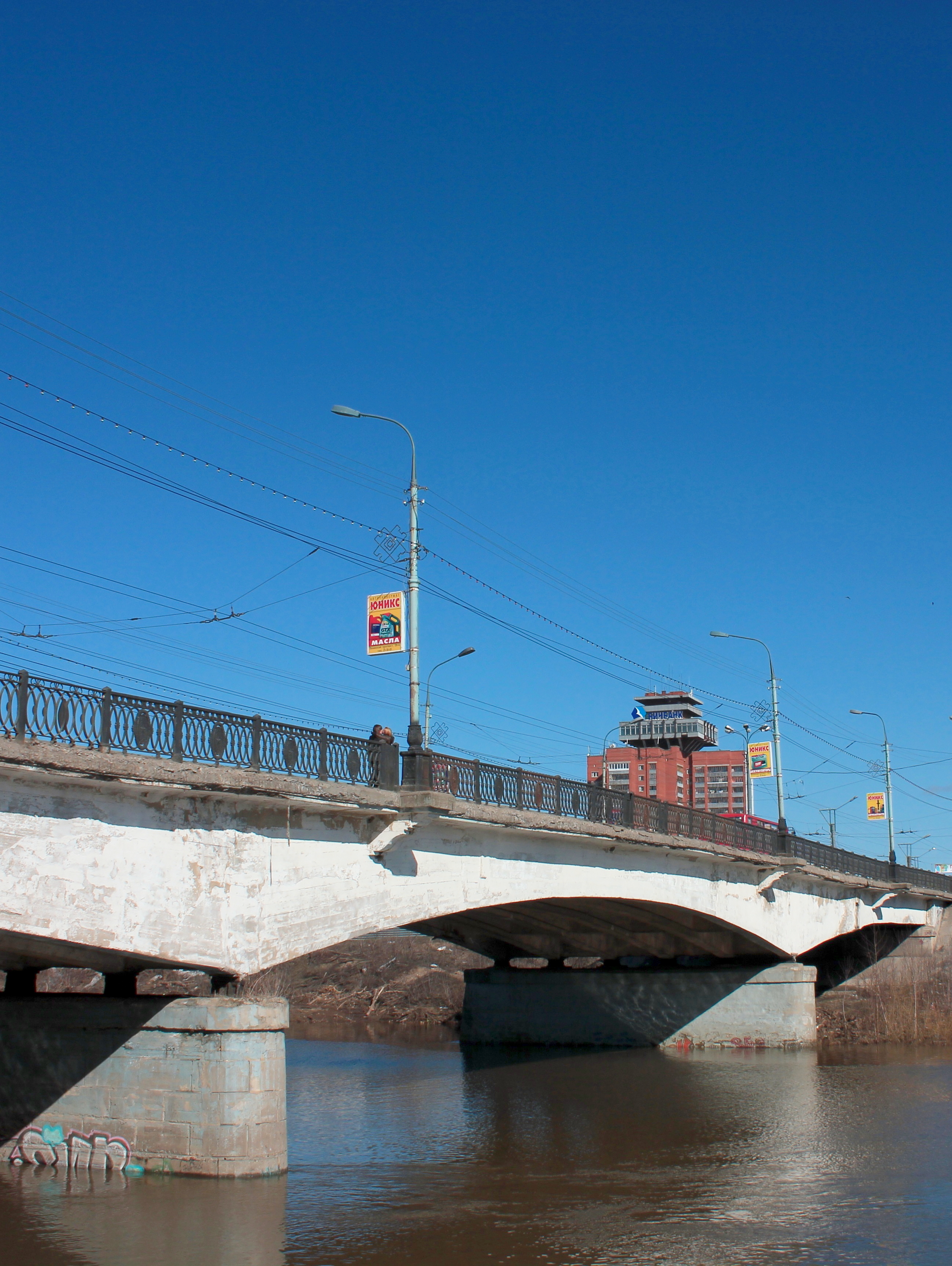
Центральный мост до расширения

Открыт в 1962 году, проектировщик — Р. С. Абагян. В 1974 году по мосту организовано движение троллейбусного маршрута № 2. Реконструирован в 1991 году. В 2013—2015 годах построен дублёр Центрального моста, в результате чего улица была расширена до 6 полос.

### Мост между улицами Кирова и Луначарского
Открыт 9 сентября 2022 года как часть первой очереди магистральной 4-полосной дороги, которая должна соединить улицы Кирова и Строителей. Мост соединяет улицу Кирова и Сосновую рощу с улицей Луначарского в микрорайоне Ширяйково. Протяжённость — 210 метров.

## Пешеходные мосты
Мосты отсортированы по расположению с севера на юг.

### Воскресенский мост

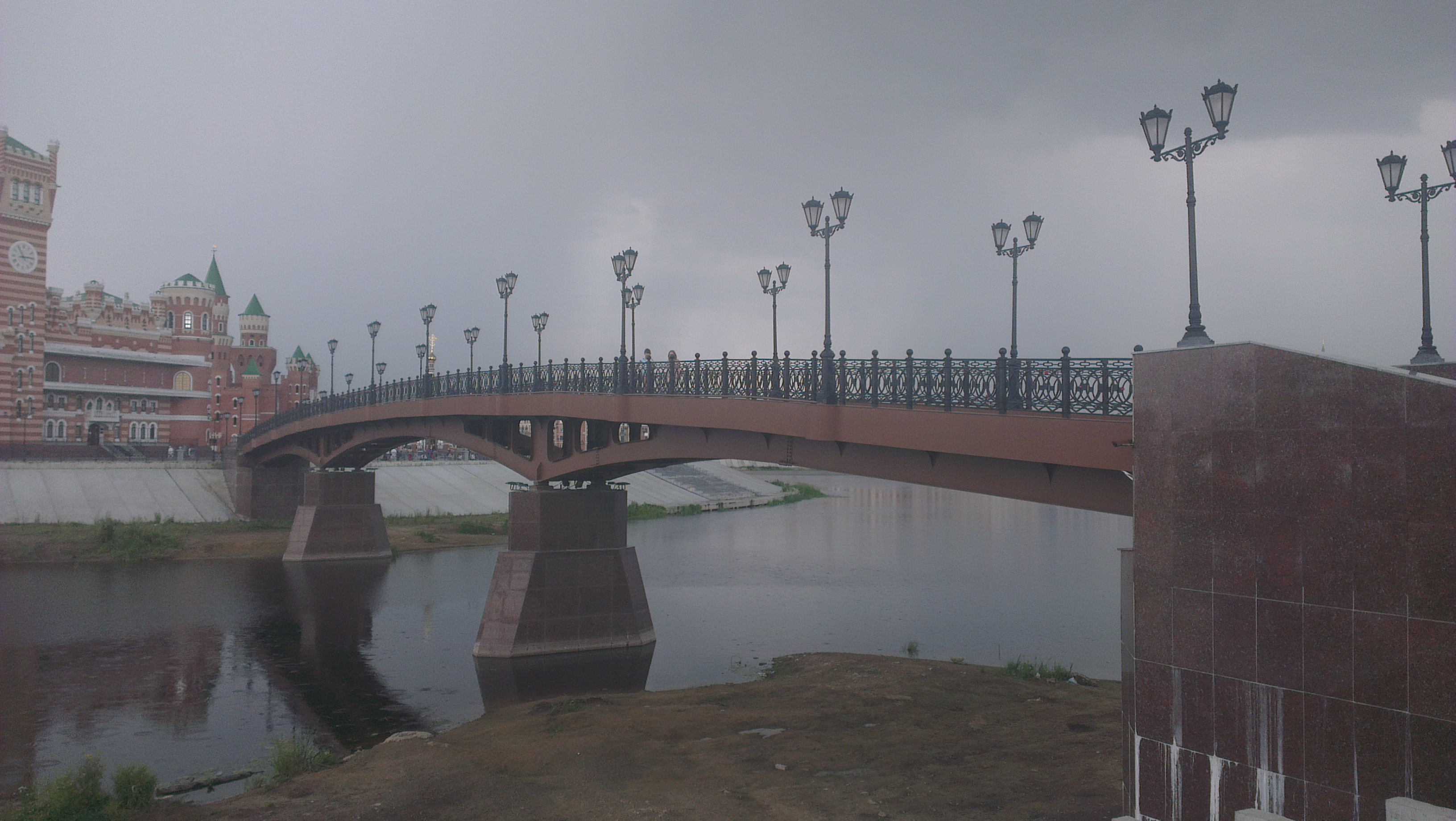
Воскресенский мост

Торжественное открытие моста состоялось 8 декабря 2011 года. Мост соединяет Воскресенскую набережную и Патриаршую площадь. Конструктивно мост представляет собой неразрезное металлическое пролётное строение индивидуальной проектировки, с 4 опорами и 3 пролётами, длинной 26,5 м, 39 м и 26,5 м соответственно. Полная длина моста составляет 115 м, ширина — 4,5 м, масса — 152 т. Высота относительно глади воды — около 5 метров. Вдоль ограждений моста установлены светильники паркового типа. Строительство велось силами ГУП РМЭ «Мостремстрой», работы были выполнены меньше чем за год. Воскресенский мост — единственный мост в России с полностью гранитным покрытием пешеходной части.

### Театральный мост

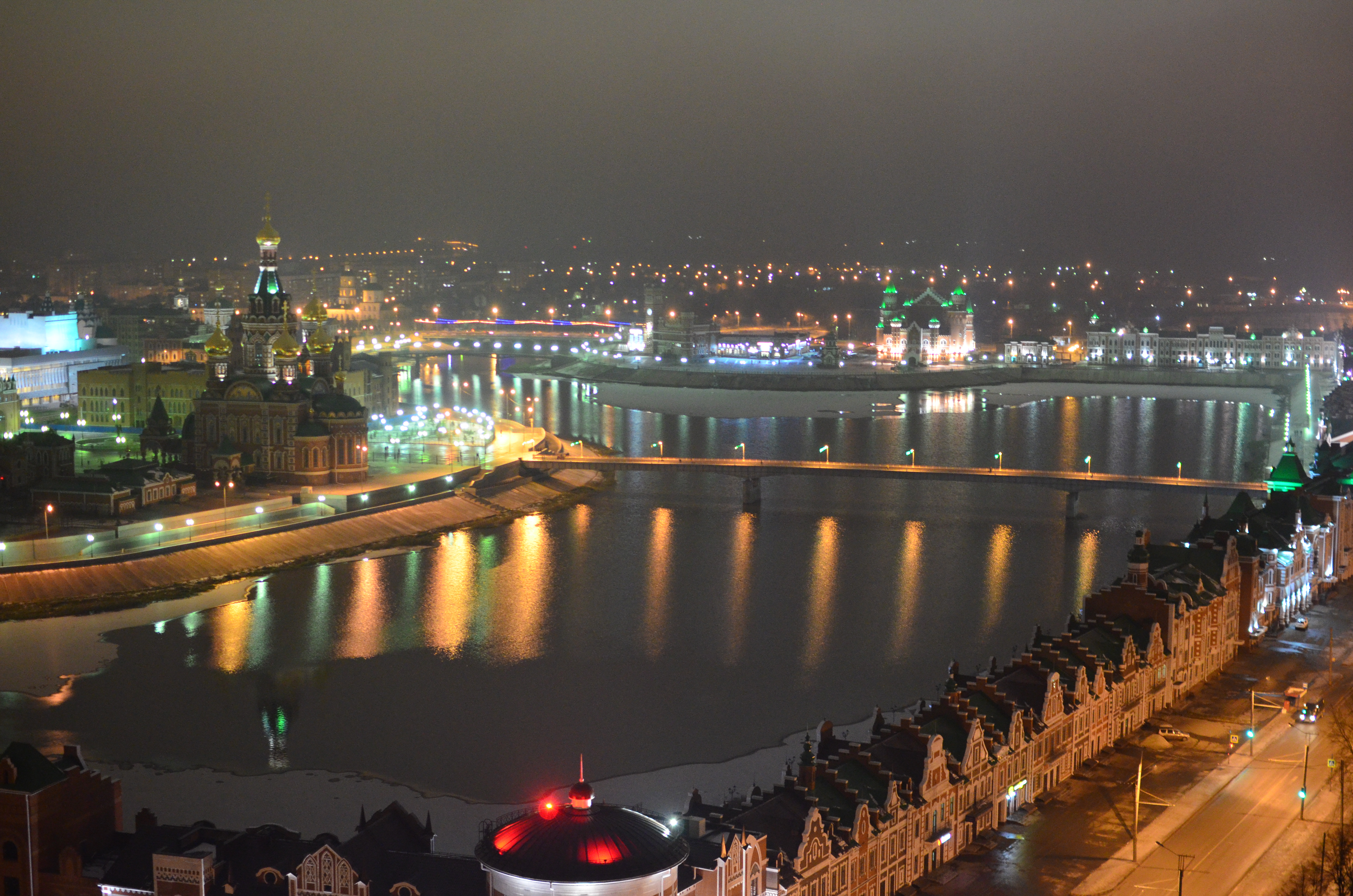
Театральный мост

Открыт в 1984 году, расположен между площадью Республики и Пресвятой Девы Марии и набережной Брюгге, соединяя центральную и заречную части бульвара Чавайна.

### Гоголевский мост
Открыт 24 декабря 2012 года. Мост соединяет центральную и заречную части города, расположен между улицей Гоголя и набережной Брюгге. Необходимость его строительства обусловлена задачей отвести пешеходный поток с Центрального моста. Длина моста — 132 м, пролёты опираются на 4 опоры: 2 береговые и 2 основные. Глубина русла реки Малая Кокшага в месте проведения работ достигает 8 м. Сходы с моста оборудованы удлинёнными пандусами, чтобы обеспечить наибольшее удобство управлением инвалидными колясками. Активный этап строительства моста начат с середины июня 2012 года силами ГУП РМЭ «Мостремстрой».

### Парковый мост

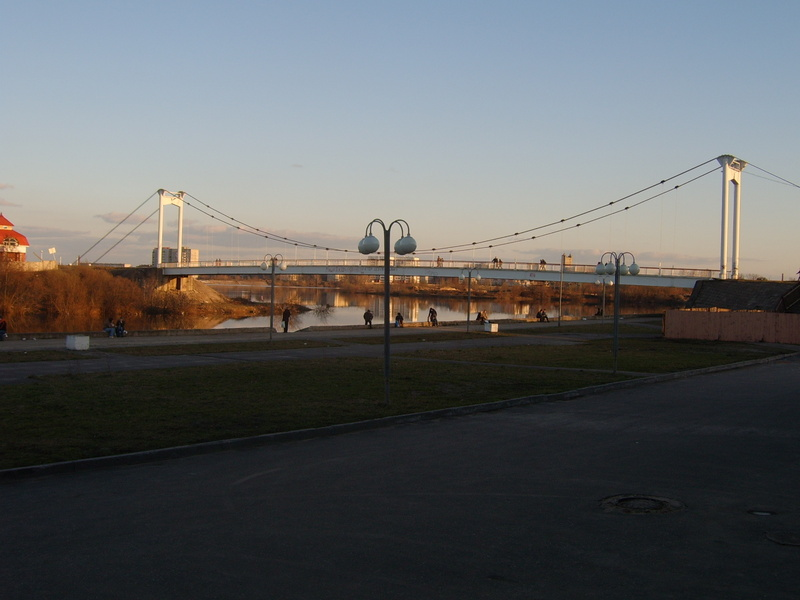
Парковый мост

Единственный в городе висячий мост. Открыт в 1980 году, изначально планировался в качестве моста под тепломагистральные сети городской ТЭЦ-1, однако перед строительством было принято решение о совмещении пешеходной и трубопроводной составляющей в едином проекте. Мост однопролётный, с двумя береговыми опорами. Соединяет центральную и заречную части города, располагаясь между перекрёстком улиц Карла Маркса и Вашская и Парком культуры и отдыха им. 400-летия Йошкар-Олы.

## Железнодорожные мосты

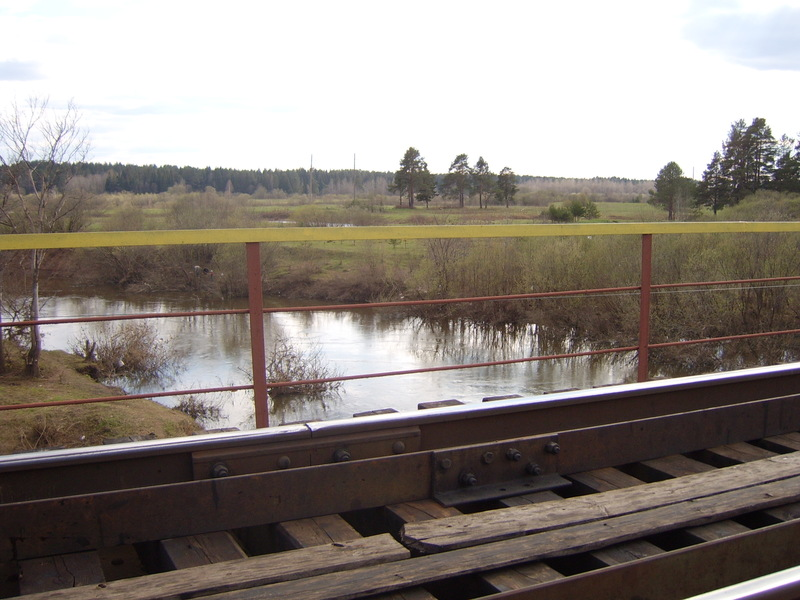
Железнодорожный мост через Малую Кокшагу

Построен через реку Малая Кокшага в 1928 году в рамках реализации плана строительство железнодорожной линии Зелёный Дол — Йошкар-Ола. Изначально представлял собой деревянный мост с отдельными балочными элементами. Полностью перестроен во второй половине XX века в целях интенсификации движения на данном участке. Расположен в лесном массиве в южной части Сосновой рощи.

## Плотина
Запорная плотина в нижнем течении реки Малая Кокшага открыта в начале 1960-х годов для регулирования речного стока в целях повышения уровня воды в черте города, реконструирована в 1967 году.
Проектировщик — М. Д. Кустов. Помимо основного назначения также выполняет функцию пешеходного перехода через реку.

## Понтонные мосты
Пешеходный понтонный мост между микрорайоном Ширяйково (улицей Клары Цеткин) и заречной частью города (Сосновой рощей).

## Демонтированные мосты
Мост на въезде в город Царевококшайск. Был установлен в 1822 году на месте существующего ныне Вознесенского моста. Представлял собой широкий деревянный мост на сваях, с установленной на них системой ледоломов. Многократно перестраивался, в результате стал низким пешеходным деревянным мостом. Снесён в 1986 году.

## Комментарии
1. 1 2  Согласно решению Йошкар-Олинского горисполкома «О присвоении названий мостам города Йошкар-Олы» от 12.12.1991 № 1337